# Oxalis argillacea
Oxalis argillacea är en harsyreväxtart som beskrevs av F. Bolus. Oxalis argillacea ingår i släktet oxalisar, och familjen harsyreväxter. Inga underarter finns listade i Catalogue of Life.